# Richard Plochmann
Richard Plochmann (* 7. Juni 1924; † 26. April 1991) war ein deutscher Forstwissenschaftler und Ordinarius des Lehrstuhls für Forstpolitik und Forstgeschichte der Forstwissenschaftlichen Fakultät der Universität München. Plochmann war Mitinitiator und Gründungsvorsitzender des Ökologischen Jagdverein Bayern (ÖJV Bayern).